# Кадниха
Кадниха — река в Новосибирской области России. Устье реки находится в 3 км по правому берегу реки Анчеш. Длина реки составляет 8 км.

## Данные водного реестра
По данным государственного водного реестра России относится к Верхнеобскому бассейновому округу, водохозяйственный участок реки — Иня, речной подбассейн реки — бассейны притоков (Верхней) Оби до впадения Томи. Речной бассейн реки — (Верхняя) Обь до впадения Иртыша.